# Hjerm
Hjerm er en stationsby i det nordlige Vestjylland med 800 husstande og 1.111 indbyggere  (2024), beliggende i Hjerm Sogn mellem Struer og Holstebro. Byen ligger i Struer Kommune og hører til Region Midtjylland.
I Hjerm ligger Hjerm Østre Kirke og Hjerm Vestre Kirke. Byen har en skole, som går til og med 6. klasse, en købmand og et stadion. Hjerm FIF hedder byens idrætsforening, der blandt andet har hold i volleyball, håndbold og fodbold. Hjerm FIF's bedste seniorfodboldhold spiller i DBU Jyllands serie 4. 
Fra Hjerm Station er der forbindelse mod Struer og Holstebro.
Der er flere virksomheder i Hjerm, bl.a. Humlum Brød, EL-center Vest, Bjarne Pedersen og søn, Bengtsson Auto og Traktor Service, VesterhavsOksen, Ven-po
Der er ligeledes etableret en ny Bypark på 5 ha, med et tilhørende naturhus.
Hjerm har et aktivt foreningsliv og er bl.a. kendt for volleyball; 1. weekend i januar afholdes Hjerm Cup som en tilbagevendende tradition.

## Kendte bysbørn
- Skuespillerinden Grethe Sønck.
- Kunstneren Lars Heiberg.
- Tidligere Fiskeri og Grønlandsminister A.C. Normann.
- Fhv. borgmester i København Bo Asmus Kjeldgaard (SF).